# کرفون (بابلسر)
کرفون، روستایی است از توابع بخش بهنمیر شهرستان بابلسر در استان مازندران ایران.

## جمعیت
این روستا در دهستان بهنمیر قرار داشته و براساس آخرین سرشماری مرکز آمار ایران که در سال ۱۳۸۵ صورت گرفته، جمعیت آن ۴۸۱نفر (۱۲۲خانوار) بوده‌است.